# Grand Traverse Area Catholic Schools

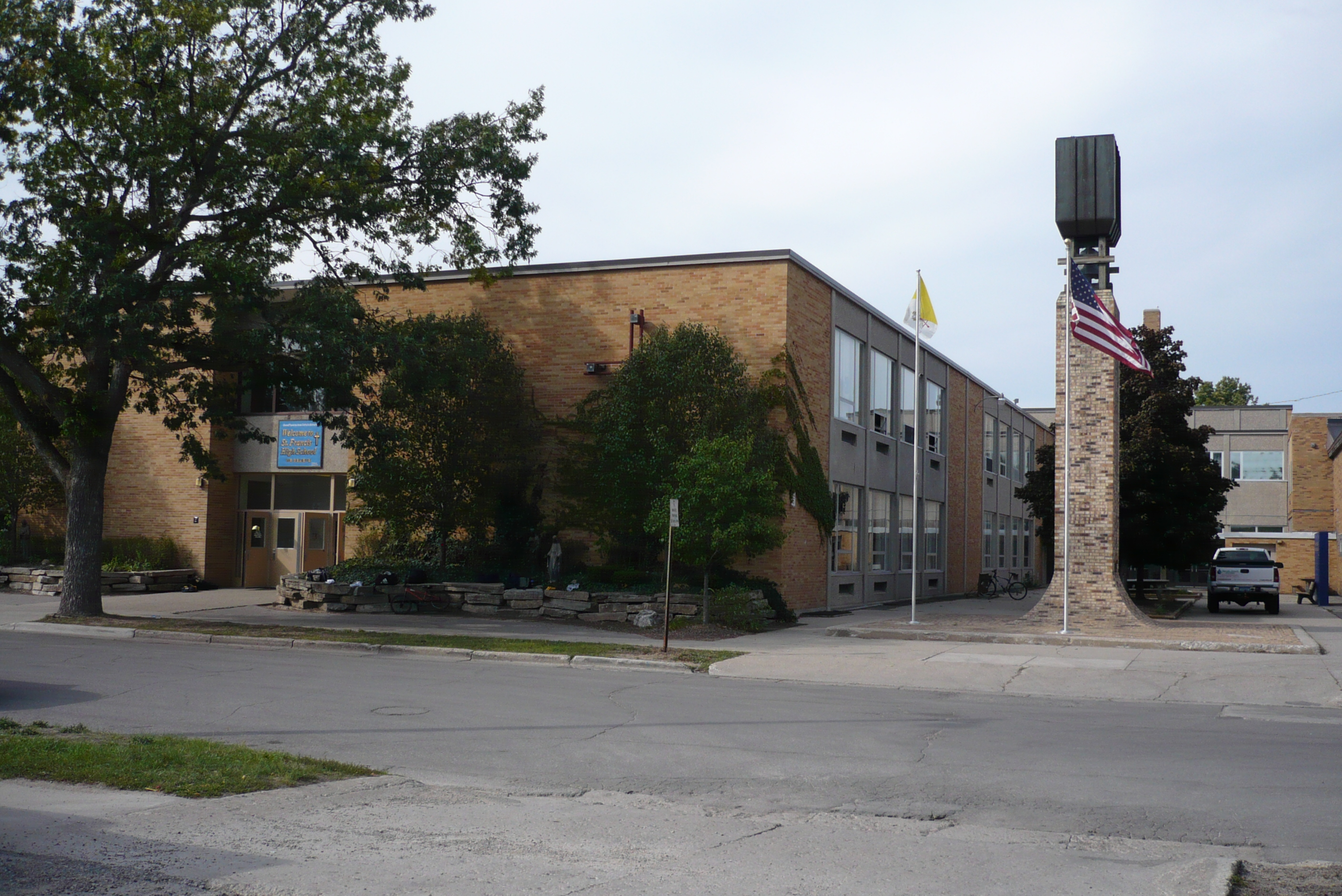
Saint Francis High School

Die Grand Traverse Area Catholic Schools (GTACS) sind Schulen der römisch-katholischen Kirche im Verwaltungssitz des Grand Traverse County, Traverse City, und gehört zum Bistum Gaylord. Die Schule gliedert sich in vier Teile: Der Kindergarten sowie die Elementary School Holy Angels, die Elementary School Immaculate Conception, die Middle School St. Elizabeth Ann Seton sowie die High School Saint Francis.

## Geschichte
Im Jahr 1877 bat der Ordensbruder George Ziegler den Dominikanerorden um die Sendung von Klosterschwestern, die eine Schule für die Jugend der Pfarrei Saint Francis von Traverse City besuchen könnten. Daraufhin machten sich sechs Klosterschwestern auf den Weg von New York City nach Traverse City, wo sie eine Schule am 29. Oktober 1877 eröffneten; zu diesem Zeitpunkt besuchten diese sechs Schüler, die Zahl wuchs aber stetig und nur zwei Monate später war man schon bei fünfzig Schülern angelangt.
Als erstes Gebäude wurde die Holy Angels Academy erstellt, die Eröffnung fand im September 1883 durch den Bischof von Grand Rapids, Henry Richter, statt. Das Gebäude wurde bis 1893 als Schule und als Frauenkloster bis 1971 benutzt, danach wurde es abgerissen und die Klosterschwestern zogen in ein benachbartes Haus um. 1902 wurde eine neue Pfarrei in Traverse City eingerichtet, die nach dem Dogma der Unbefleckten Empfängnis Immaculate Conception benannt wurde, und in deren Kirchengebäude, das am 22. Februar 1906 eröffnet wurde, eine Schule für anfangs 80 Schüler integriert war. Diese wurde mit dem neuen Schuljahr am 1. September desselben Jahres eröffnet und verfügte über vier Klassenzimmer, von denen jedoch nur drei benutzt wurden.

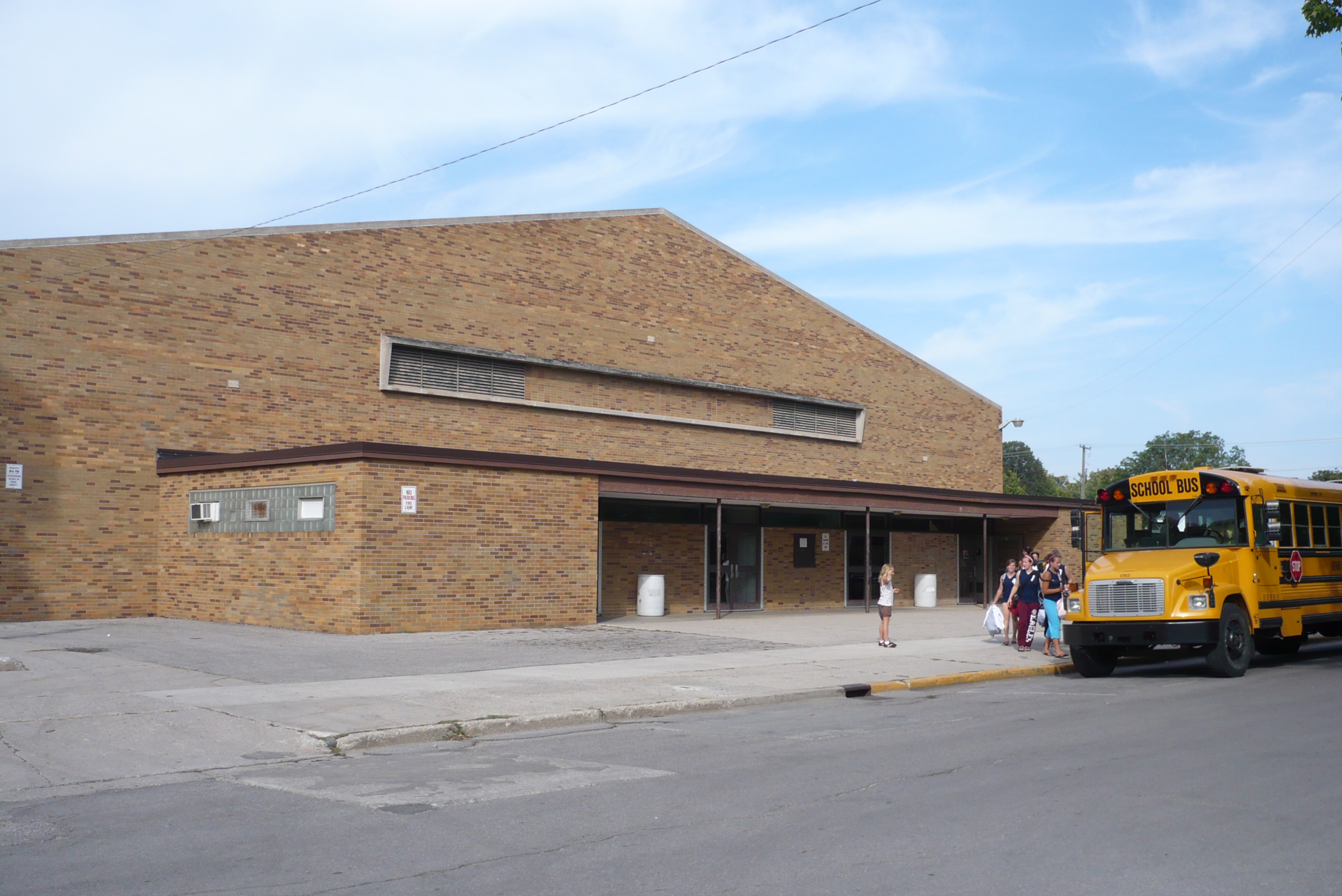
Sporthalle

Die heutige Holy Angels Elementary School bezog als St. Francis Elementary School ihr heutiges Gebäude im Januar 1955, das aus 14 Klassenzimmer und einem Raum für Freistunden bestand. An die Schule angegliedert wurden eine Sporthalle, die bereits am 26. November 1954 eröffnet wurde, sowie eine Mensa.
Am 29. Mai 1997 wurde mit dem Bau eines neuen Schulgebäudes am Rand von Traverse City für die St. Elizabeth Ann Seton begonnen, der Schulbetrieb konnte am 1. September 1998 aufgenommen werden. Das Gebäude besteht aus elf Klassenzimmern, zwei Laboren, je einem Musik- und Kunstraum sowie einer in eine Aula integrierte Mensa. Die Schule können insgesamt 325 Schüler besuchen. Zur selben Zeit wurde auch beschlossen, die Saint Francis Elementary School im Gedenken an die Ursprünge in Holy Angels umzubenennen. Heutzutage trägt nur noch die High School den Namen Saint Francis.